# 4 Pułk Zmechanizowany
4 Puławski Pułk Zmechanizowany im. Ludowych Partyzantów Ziemi Kieleckiej (4 pz) – oddział wojsk zmechanizowanych Sił Zbrojnych PRL.

## Formowanie i zmiany organizacyjne
W 1962 roku 4 Pułk Piechoty im. Ludowych Partyzantów Ziemi Kieleckiej przeformowany został w 4 Pułk Zmechanizowany im. Ludowych Partyzantów Ziemi Kieleckiej. 4 października 1973  Minister Obrony Narodowej nadał jednostce nazwę wyróżniającą „Puławski”.
Oddział stacjonował w garnizonie Kielce, w koszarach na Bukówce i wchodził w skład 9 Drezdeńskiej Dywizji Zmechanizowanej.
W 1988 roku pułk przeformowany został w 94 Ośrodek Materiałowo-Techniczny, który w czerwcu 1995 rozformowano.

## Żołnierze pułku
Dowódcy:
- płk dypl. Wacław Goleń (12 I 1963 – 16 VIII 1963)
- ppłk dypl. Henryk Milka (17 VIII 1963 – 29 VI 1967)
- płk dypl. Zdzisław Zaborowski (30 IX 1967 – 1 III 1973)
- ppłk dypl. Ryszard Pala (2 III 1973 – 16 VII 1976)
- cz.p.o. mjr dypl. Kazimierz Konkol (17 VII 1976 – 13 IX 1976)
- mjr dypl. Stanisław Aszkalar (14 IX 1976 – 8 VI 1981)
- cz.p.o. ppłk mgr Tadeusz Tacij (9 VI 1981 – 2 IX 1981)
- ppłk dypl. Andrzej Tanjanis (3 IX 1981 – 2 VI 1985)
- mjr dypl. Justyn Kozłowski (3 VI 1985 – 1992)

Oficerowie:
- Jerzy Jarosz

## Zadania mobilizacyjne
W 1972 roku pułk miał zadanie w M+4 zmobilizować według etatu 30/658 133 pułk zmechanizowany 26 Rezerwowej Dywizji Zmechanizowanej. 
W 1984 roku pułk miał zadanie w M+6 zmobilizować według etatu 30/726/0 126 pułk zmechanizowany 31 Rezerwowej Dywizji Zmechanizowanej.